# 레이츠헨담포르뷔르흐

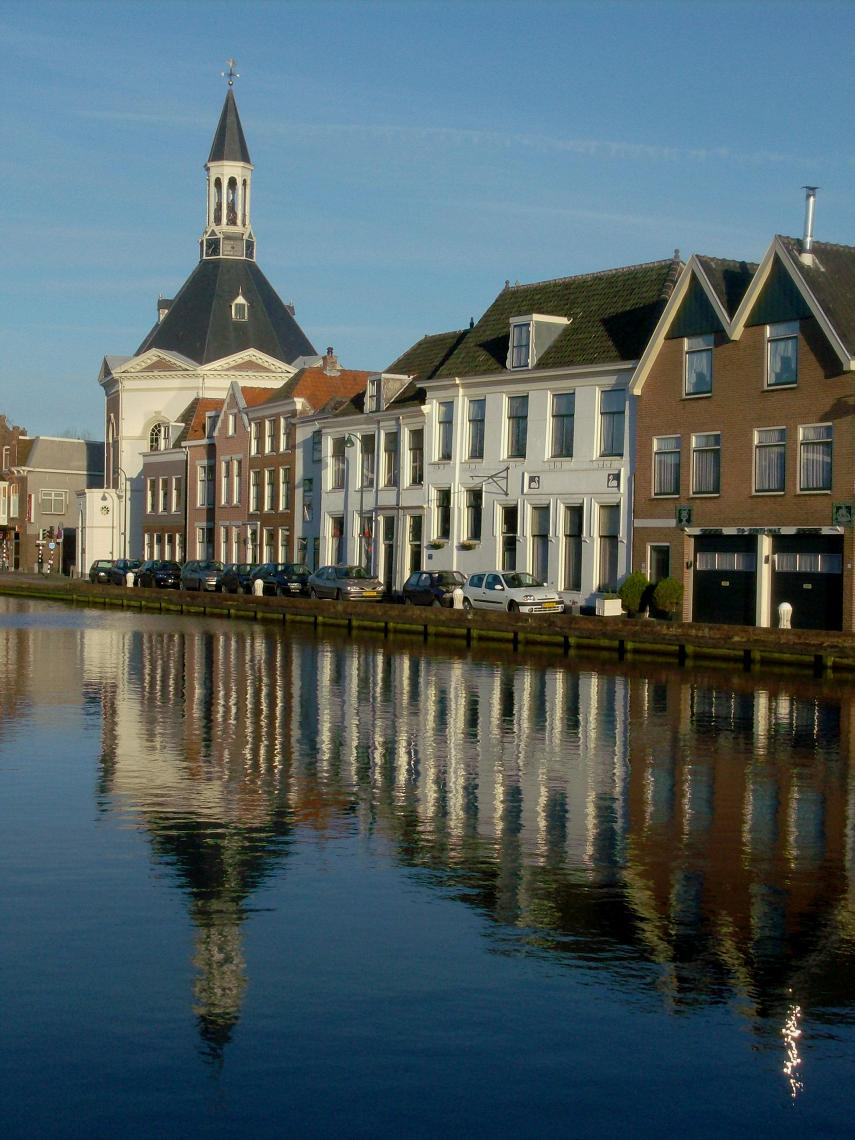
레이츠헨담포르뷔르흐

레이츠헨담포르뷔르흐의 위치

레이츠헨담포르뷔르흐(네덜란드어: Leidschendam-Voorburg)는 네덜란드 자위트홀란트주의 도시로 면적은 35.62km2, 높이는 0m, 인구는 73,543명(2014년 5월 기준), 인구 밀도는 2,249명/km2이다.

시기
시 문장